# Powodzie i lawiny błotne na Maderze (2010)
Powodzie i lawiny błota na Maderze – klęska żywiołowa, która dotknęła autonomiczny portugalski archipelag Madera 20 lutego 2010. Powódź oraz związane z nią masowe lawiny błotne i osunięcia gruntów spowodowały śmierć 47 osób. Rannych zostało co najmniej 120 osób. Największe zniszczenia dotknęły południowe wybrzeże wyspy, w tym stolicę - Funchal. Na wyspę niezwłocznie wysłany został wojskowy samolot wyposażony w sprzęt medyczny do udzielania pierwszej pomocy. Pomoc w usuwaniu szkód wyrządzonych przez klęskę żywiołową zaoferował król Hiszpanii Jan Karol I. Pomoc materialną zapowiedział urodzony na Maderze portugalski piłkarz Cristiano Ronaldo.